# Ibhayi
IBhayi est un township proche Port Elizabeth, faisant partie de la municipalité métropolitaine de la baie Nelson Mandela dans la province du Cap-Oriental. Au recensement de 2011, il y avait 237 799 habitants.